# フフイ州
フフイ州（フフイしゅう）は、アルゼンチンの州。人口は797,955人（2022年国勢調査）。州都はサン・サルバドール・デ・フフイ。
州内にある塩湖は、リチウムの生産源として注目されている。2018年現在、オラロス塩湖では、オーストラリアの企業と日本の豊田通商がリチウムの生産増強に取り組んでいるほか、中国企業などもリチウム投資を活発に行っている。

## ギャラリー

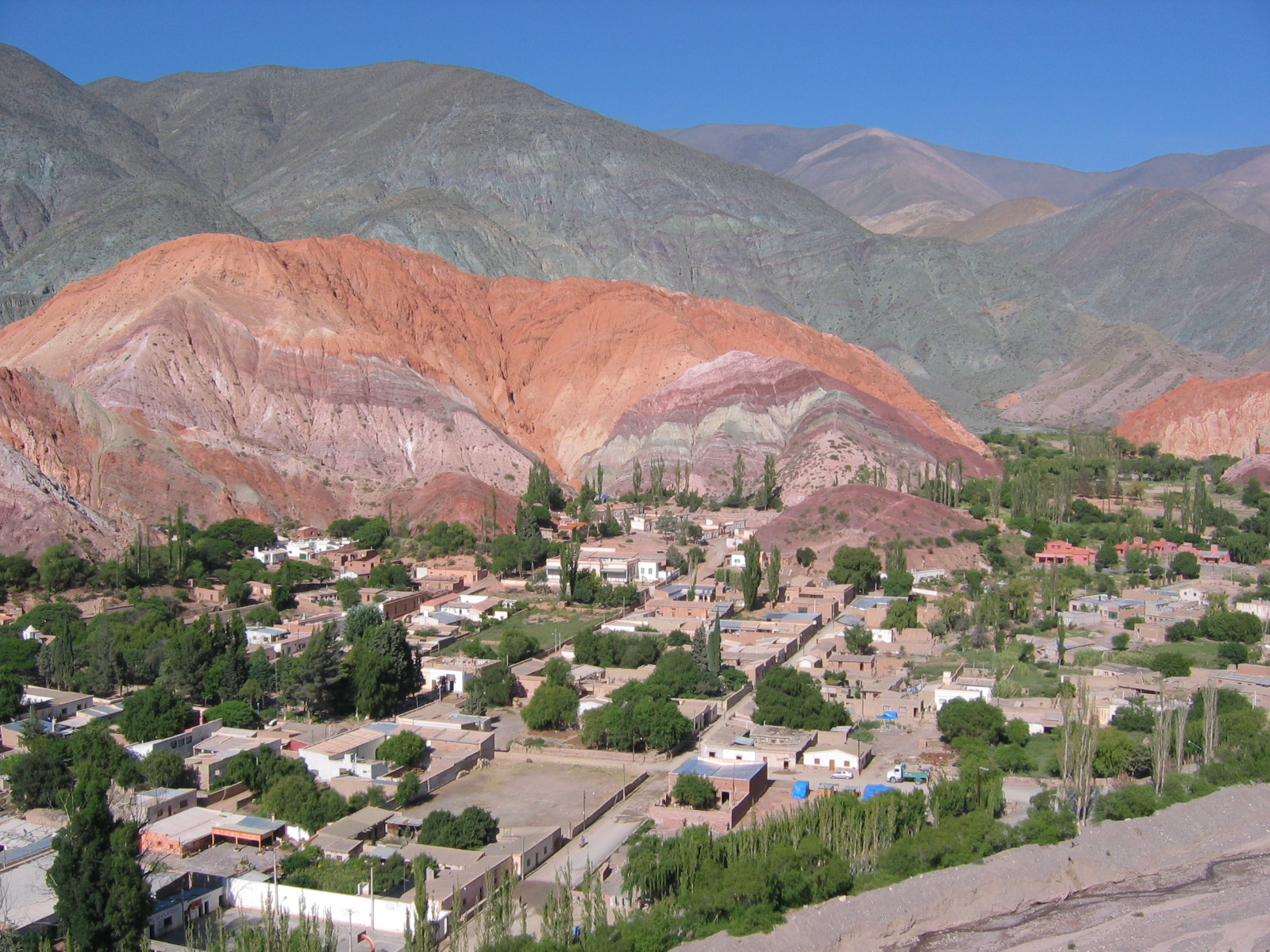
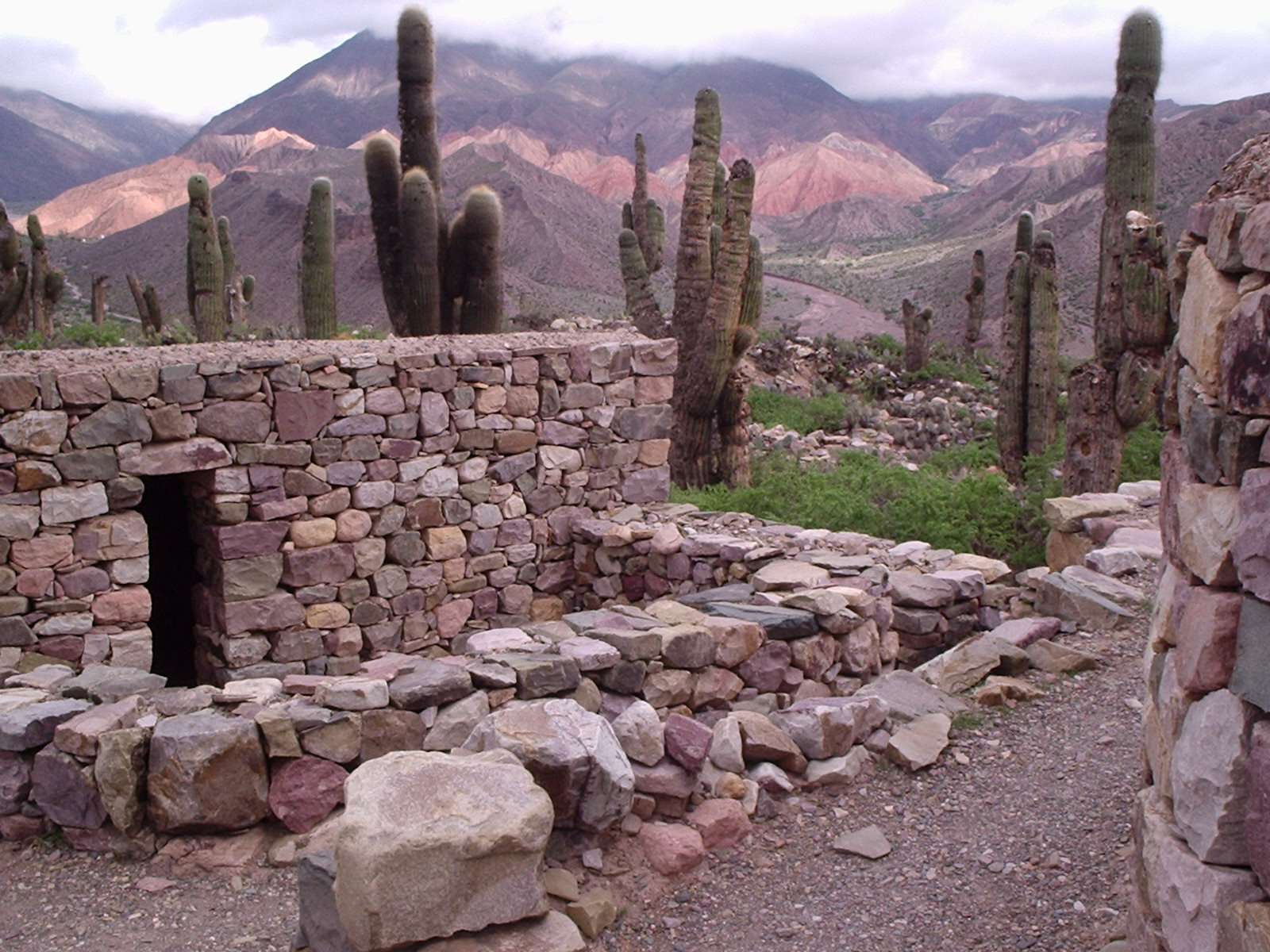
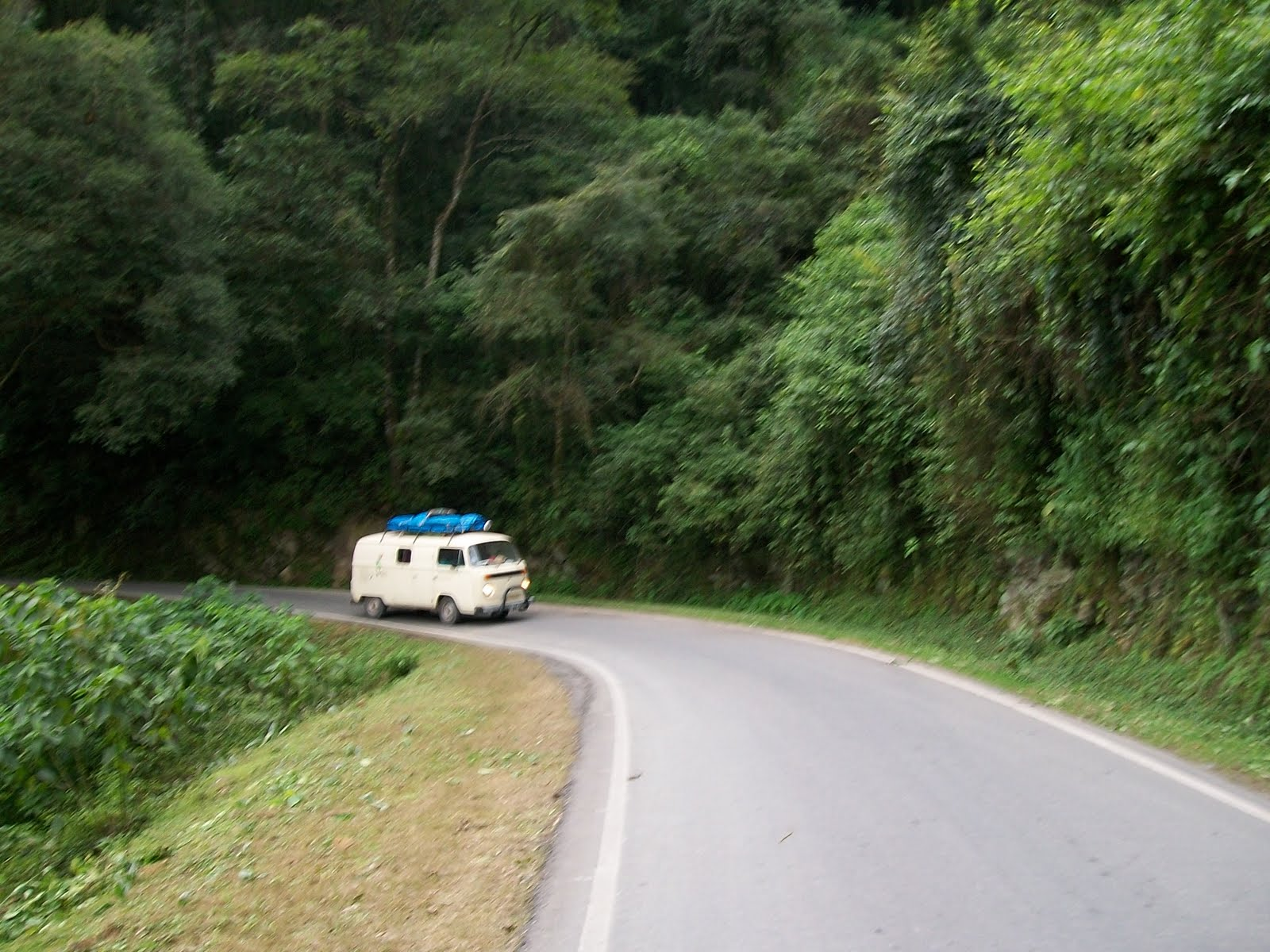
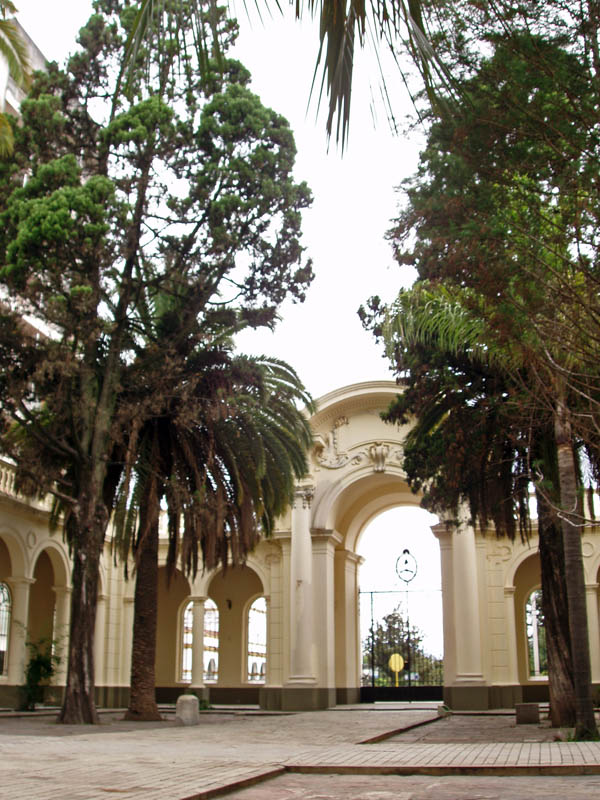

## 隣接州
- ポトシ県
- サルタ州
- アントファガスタ州

## 下位行政区画
1. コチノーカ・デパルタメント（英語版）
2. ドクトル・マヌエル・ベルグラーノ・デパルタメント（英語版）
3. エル・カルメン・デパルタメント（英語版）
4. ウマウアカ・デパルタメント（英語版）
5. レデスマ・デパルタメント（英語版）
6. パルパラ・デパルタメント（英語版）
7. リンコナーダ・デパルタメント（英語版）
8. サン・アントニオ・デパルタメント (フフイ州)（英語版）
9. サン・ペドロ・デパルタメント (フフイ州)（英語版）
10. サンタ・バルバラ・デパルタメント (フフイ州)（英語版）
11. サンタ・カタリーナ・デパルタメント（英語版）
12. ススケス・デパルタメント（英語版）
13. ティルカーラ・デパルタメント（英語版）
14. トゥンバージャ・デパルタメント（英語版）
15. バジェ・グランデ・デパルタメント（英語版）
16. ジャビ・デパルタメント（英語版）